# Izoterma Sircara
Izoterma Sircara – 3-parametrowe równanie izotermy adsorpcji wielowarstwowej na powierzchni homogenicznej, będące uogólnieniem izotermy Brunauera-Emmetta-Tellera (BET).
{\displaystyle \theta ={\frac {1-(C_{\infty }-1)x}{1-x}}\cdot \left({\frac {K{\frac {x}{1-x}}}{1+K{\frac {x}{1-x}}}}\right),}
gdzie:
{\displaystyle \theta =a/a_{m}} – (statystyczne) pokrycie powierzchni ({\displaystyle a} – ilość zaadsorbowana – adsorpcja, {\displaystyle a_{m}} – pojemność monowarstwy adsorpcyjnej),
{\displaystyle x=p/p_{s}} – ciśnienie względne adsorbatu ({\displaystyle p} – ciśnienie, {\displaystyle p_{s}} – ciśnienie pary nasyconej),
{\displaystyle K} – stała równowagi adsorpcji,
{\displaystyle C_{\infty }} – parametr związany z tworzeniem wielowarstwy {\displaystyle (C_{\infty }\leqslant 2).}
Równanie Sircara może być stosowane jako izoterma lokalna przy opisie adsorpcji na powierzchni heterogenicznej (energetycznie niejednorodnej) za pomocą ogólnego równania całkowego.